# Road House (film 2024)
Road House è un film del 2024 diretto da Doug Liman. 
La pellicola è il remake del film Il duro del Road House (1989), diretto da Rowdy Herrington.

## Trama
L’ex combattente UFC dei pesi medi Elwood Dalton, tormentato dal suo passato, si guadagna da vivere truffando altri lottatori nei circuiti clandestini. Dopo un incontro finito male, viene avvicinato da Frankie, la proprietaria di un turbolento locale nei Florida Keys, nella comunità di Glass Key, che gli offre un lavoro come capo buttafuori. Inizialmente esitante, Dalton accetta l'offerta dopo aver evitato per un soffio un tentativo di suicidio gettandosi davanti a un treno merci che distrugge la sua auto. Prende quindi un autobus per raggiungere il locale di Frankie, chiamato semplicemente Road House, e stringe amicizia con Charlie, un’adolescente che gestisce una libreria con suo padre Stephen.
Al Road House, Dalton affronta una banda di motociclisti al soldo del boss locale Ben Brandt e, dopo averli sconfitti, li porta nell'ospedale della cittadina dove incontra Ellie, una dottoressa che si prende cura delle sue ferite. Stabilitosi sulla vecchia casa galleggiante di Frankie, Dalton fa da mentore agli altri buttafuori e diventa benvoluto tra i residenti. Dopo un attentato alla sua vita da parte di Dell, il capo della banda, Dalton lo trova ad attenderlo con un fucile sulla casa galleggiante e, nella lotta che segue, lo getta in acqua, ma non riesce a salvarlo dall’essere divorato da un coccodrillo.
Nel frattempo il padre di Brandt, attualmente in carcere, scopre la situazione e incarica Knox, uno spietato sicario psicopatico, di eliminare Dalton; quest'ultimo, dopo un inaspettato e piacevole appuntamento con Ellie, viene minacciato con una pistola dallo sceriffo Black della contea di Monroe, che gli ordina di lasciare la città. Tuttavia Ellie interviene, rivelandosi essere la figlia dello sceriffo; mentre riaccompagna Dalton a casa, gli spiega che suo padre è complice di Brandt, che ha ereditato l’impero della droga del padre. La sera stessa, Brandt affronta Dalton al Road House e lo provoca riguardo al suo passato: in un incontro per il titolo UFC contro un amico, Dalton fu sopraffatto dalla rabbia e lo uccise. Knox arriva con gli uomini di Brandt e scoppia una rissa furiosa nel locale prima con i membri dello staff e poi con lo stesso Dalton, che abbandona il locale dopo essere stato ferito.
Sapendo che Dalton ha intenzione di andarsene, Frankie gli racconta la verità, confessando che Brandt sta acquistando tutte le proprietà locali per costruire un resort di lusso, ma lei è l’unica a opporsi. Nonostante le sue suppliche, Dalton non vuole più saperne e decide di lasciare la città, ma scopre che Charlie e Stephen sono finiti in ospedale dopo che gli uomini di Brandt hanno incendiato la loro libreria. Furioso, Dalton raggiunge e uccide uno dei teppisti responsabili e cattura un vice-sceriffo che sta trasportando una grossa somma di denaro illecito per Brandt, incastrando il vice per l’omicidio e prendendo i soldi. Lo sceriffo, una volta scoperto l'accaduto, informa  Dalton che Brandt ha rapito Ellie e chiede i soldi in cambio della sua vita.
Rubando una barca a motore carica di esplosivi, Dalton raggiunge il grande yacht di Brandt e trova il boss insieme allo sceriffo, che gli rivela che il rapimento era una trappola per attirarlo lì; all'insaputa dello sceriffo, però, Brandt afferma di avere davvero Ellie in ostaggio. La tensione sale quando Knox si avvicina con la sua barca, ma Dalton fa esplodere la sua barca e riesce a salvare Ellie sottocoperta mentre cerca di sfondare un finestrino. Fuggendo dallo yacht in affondamento, Brandt riesce a catturare di nuovo la ragazza mentre Dalton prende il controllo della barca di Knox gettandolo in mare. Raggiungendolo, Dalton ed Ellie si gettano in mare proprio mentre Brandt viene lanciato sopra al Road House.
Salendo su un cavalcavia, Knox dirotta un pick-up e si schianta contro il locale, dando il via a una violenta lotta a mani nude con Dalton dove quest'ultimo viene ferito gravemente. Quando Brandt ordina a Knox di uccidere Dalton, quest'ultimo si ribella gli spezza il collo, volendolo combattere e finire a modo suo. Proprio mentre sta per finire Dalton con un pezzo di legno appuntito, l'uomo riesce ad avere la meglio e lo pugnala ripetutamente, apparentemente uccidendolo. Lo sceriffo arriva e, dopo che Ellie si allontana per non avere più niente a che fare con Dalton, afferma che lo coprirà per l'accaduto avendo salvato sua figlia.
Mentre Frankie e Stephen iniziano a ricostruire la loro attività, Charlie saluta Dalton che attende l’autobus per lasciare la città, mentre Stephen scopre che Dalton ha lasciato loro il baule con il denaro. In una scena a metà dei titoli di coda, si scopre che Knox è sopravvissuto e aggredisce il personale dell’ospedale, fuggendo ancora con il camice.

## Produzione
Dopo diversi tentativi della Metro-Goldwyn-Mayer di far decollare il progetto tra il 2013 e il 2016, nel novembre 2021 viene annunciato che Jake Gyllenhaal, con Doug Liman alla regia, avrebbe recitato in un remake del film di Rowdy Herrington del 1989, Il duro del Road House. Dopo l'approvazione ufficiale da parte degli Amazon Studios nell'agosto 2022, si sono uniti al cast anche Daniela Melchior, Billy Magnussen, Conor McGregor, Lukas Gage, Arturo Castro, Beau Knapp e, nel giugno 2023, Jessica Williams.
Le riprese sono iniziate nell'agosto 2022 nella Repubblica Dominicana.

## Promozione
Il primo trailer è stato diffuso il 25 gennaio 2024.

## Distribuzione
Il film è stato presentato al South by Southwest il 12 marzo 2024 e distribuito sulla piattaforma Prime Video a partire dal 21 marzo 2024.